# Allah weet het beter
Allah weet het beter (ISBN 905056111X) is een bundel columns van Theo van Gogh. 
De columns zijn gedateerd tussen 26 maart 2000 en 25 juli 2003. In deze periode had Van Gogh onder andere een polemiek met en over Fatima Elatik, vanwege haar steun aan het niet uitvoeren van het toneelstuk Aisha.
Daarnaast zijn de columns opgenomen die hij schreef rond de opkomst van en de moord op Pim Fortuyn.
In het voorwoord schrijft Van Gogh over zijn columns: Een en ander teruglezend vervult het gebodene me niet met trots. Ik lijd aan de ziekte van het bijvoeglijk naamwoord en ben meestal veel te mild...